# 都鐸王冠
都鐸王冠（英語：Tudor Crown），又稱亨利八世王冠（Henry VIII's Crown），曾是英格蘭君主從亨利八世時期起所使用的帝國和國家王冠，直到1649年的內戰中被摧毀。藝術史學家羅伊·史壯爵士形容這頂王冠是「早期都鐸珠寶藝術的傑作」，並將其形狀比作神聖羅馬帝國皇冠。

## 應用於紋章

都鐸王冠的當代描繪

都鐸王冠從1901年到1953年及自2022年重新使用以來，被應用在英國的紋章中。它象徵著英國君主本人和王權，即政府權力的最高來源。因此，它出現在英國、大英帝國及英聯邦的許多官方徽章上。